# Meineweh
Meineweh es un municipio situado en el distrito de Burgenland, en el estado federado de Sajonia-Anhalt (Alemania). Su población a finales de 2015 era de unos 1000 habitantes y su densidad poblacional, 43 hab/km².